# Ralf Stech
Ralf Stech (* 1972 in Neuenhaus) ist ein deutscher Theater- und Filmschauspieler.

## Leben
Nach einem Studium an der Deutschen Sporthochschule in Köln absolvierte er ein Schauspielstudium an der Theaterakademie Köln, das er mit dem Diplom abschloss. Des Weiteren besuchte er das Herbert-Berghof-Institut in New York und hatte Unterricht bei Marc Travis und Joe Paradise vom Actorstudio New York. Im Anschluss daran war Stech am Kölner Schauspielhaus engagiert. Es folgten weitere Engagements am Schauspielhaus Wuppertal, Theater Bremen, Theater Reutlingen, Grenzlandtheater Aachen, Theater Lüneburg, Hamburger Kammerspiele, Fritz Remond Theater Frankfurt und am Alten Schauspielhaus in Stuttgart, wo er seit 2011 immer wieder zu sehen ist. In Stuttgart wurde Ralf Stech zweimal zum beliebtesten Schauspieler des Jahres gewählt. Im Fernsehen konnte man Stech unter anderem in der ARD-Serie Rote Rosen sehen, wo er die Rolle des Tilman Vogel spielte. Des Weiteren spielte er in einigen Fernsehfilmen mit. Von Juni bis Juli 2016 war er erneut bei Rote Rosen in der Rolle des Dr. Kai Schröder zu sehen.

## Filmografie (Auswahl)
- 1999: Der Clown (Fernsehserie, eine Folge)
- 2001: Die Todesfahrt der Linie 834 (Fernsehfilm)
- 2002: Solino
- 2002: Verbotene Liebe (Fernsehserie, drei Folgen)
- 2002: Der Pfad des Drachen (Kurzfilm)
- 2004: Böse (Kurzfilm)
- 2001, 2006: Alarm für Cobra 11 – Die Autobahnpolizei (Fernsehserie, zwei Folgen)
- 2010: Der ungeladene Gast (Kurzfilm)